# Вулвергемптон Вондерерз
«Вулверге́мптон Во́ндерерз» (англ. Wolverhampton Wanderers Football Club) — англійський футбольний клуб з міста Вулвергемптон. Клуб засновано у 1877 році учнями школи Сент-Лакс, на честь якої отримав свою першу назву. Далі назву змінювали ще кілька разів, і у 1923 році остаточно встановилася сучасне ім'я. «Вовки» були дуже впливовою командою, відігравши значну роль у становленні Футбольної Ліги та Кубка європейських чемпіонів.
До Першої світової війни «вовки» виграли два Кубки Англії. Золотими роками для «вовків» став період після Другої світової війни. Під керівництвом Стена Каллінса, колишнього гравця «Вондерерз», клуб тричі вигравав Лігу та ще двічі здобув Кубок Англії у проміжок з 1949 по 1960 рр. У 1950-х засновано Кубок європейських чемпіонів, і англійська преса назвала «Вулвергемптон Вондерерз» «Чемпіонами світу», оскільки вони перемогли найсильніші клуби Європи та світу: збірну ПАР, аргентинський «Расинг», московський «Спартак» та угорський «Гонвед». Гра з останньою командою стала однією з перших, яка транслювалася телебаченням.
Наступний вдалий період в історії команди — 1970-ті, коли тренером був Біл Макґрей. «Вовки» пройшли до фіналу першого розіграшу Кубка УЄФА у 1972 році, через два роки вони виграли свій перший Кубок Ліги, а другий здобули у 1980 році (вже при Джоні Банвеллі). Проте, вже у 1986 році команда опинилася у Четвертому дивізіоні. Ґрем Тернер за декілька років підняв команду до Другого дивізіону, та виграв з нею Трофей Футбольної Ліги. Саме у цей період в команді грав її найкращий бомбардир Стів Булл. Завдання виходу до Прем'єр-Ліги здійснив Дейв Джонс, коли у 2003 році команда перемогла у плей-оф. Проте, перший за 20 років сезон у найвищій лізі англійського футболу був провальним, і команда знову потрапила до Чемпіонату. Ірландський наставник Мік Маккарті знову підняв «вовків» до Прем'єр-Ліги у 2009 році.
Почесним віце-президентом клубу є Роберт Плант, вокаліст рок-гурту Led Zeppelin, уболівальник «вовків» із понад 50-річним стажем.
Також, було встановлено багато-функціональний фонтан.

## Склад команди
Станом на 29 квітня 2025
| №  | Поз. | Нац.           | Гравець              |
| -- | ---- | -------------- | -------------------- |
| 1  | ВР   | Португалія     | Жозе Са              |
| 2  | ЗХ   | Ірландія       | Метт Доерті          |
| 3  | ЗХ   | Алжир          | Раян Аїт-Нурі        |
| 4  | ЗХ   | Уругвай        | Сантьяго Буено       |
| 5  | ПЗ   | Зімбабве       | Маршалл Мунетсі      |
| 6  | ПЗ   | Малі           | Бубакар Траоре       |
| 7  | ПЗ   | Бразилія       | Андре                |
| 8  | ПЗ   | Бразилія       | Жуан Гомес           |
| 9  | НП   | Норвегія       | Йорген Странд Ларсен |
| 10 | НП   | Бразилія       | Матеус Кунья         |
| 11 | НП   | Південна Корея | Хі Чхан Хван         |
| 12 | ЗХ   | Кот-д'Івуар    | Емануель Агбаду      |
| 14 | ЗХ   | Колумбія       | Єрсон Москера        |
| 15 | ЗХ   | Англія         | Крейг Доусон         |
| 18 | НП   | Австрія        | Саша Калайджич       |
| 19 | НП   | Португалія     | Родрігу Гоміш        |

| №  | Поз. | Нац.       | Гравець                 |
| -- | ---- | ---------- | ----------------------- |
| 21 | ПЗ   | Іспанія    | Пабло Сарабія           |
| 22 | ЗХ   | Португалія | Нелсон Семеду (капітан) |
| 24 | ЗХ   | Португалія | Тоті Гоміш              |
| 25 | ВР   | Англія     | Ден Бентлі              |
| 26 | НП   | Португалія | Карлуш Форбс            |
| 27 | ПЗ   | Франція    | Жан-Рікнер Белльгард    |
| 29 | НП   | Португалія | Гонсалу Гедеш           |
| 30 | НП   | Парагвай   | Енсо Гонсалес           |
| 31 | ВР   | Англія     | Сем Джонстоун           |
| 37 | ЗХ   | Бразилія   | Педро Ліма              |
| 40 | ВР   | Уельс      | Том Кінг                |
| 63 | НП   | Ірландія   | Нейтан Фрейзер          |

## Титули та досягнення
- Перший дивізіон (перший рівень):
  - Переможець (3): 1953-1954, 1957-1958, 1958-1959
  - Друге місце (5): 1937-1938, 1938-1939, 1949-1950, 1954-1955, 1959-1960

- Другий дивізіон/Чемпіонат Футбольної Ліги (другий рівень):
  - Переможець (3): 1931-1932, 1976-1977, 2008-2009
  - Друге місце (2): 1966-1967, 1982-1983
  - Переможець плей-оф (1): 2003

- Третій дивізіон (третій рівень):
  - Переможець (3): 1923-1924, 1988-1989, 2013-2014

- Четвертий дивізіон (четвертий рівень):
  - Переможець (1): 1987-1988

- Кубок Англії:
  - Володар (4): 1892-1893, 1907-1908, 1948-1949, 1959-1960
  - Фіналіст (4): 1888-1889, 1895-1896, 1920-1921, 1938-1939

- Кубок Футбольної Ліги:
  - Володар (2): 1973-1974, 1979-1980

- Суперкубок Англії:
  - Володар (4): 1949*, 1954*, 1959, 1960*
  - Фіналіст (1): 1958

- Трофей Футбольної Ліги:
  - Переможець (1): 1988

- Кубок УЄФА:
  - Фіналіст (1): 1971-1972

* — трофей розділено між обома фіналістами